# Länsväg 151
Länsväg 151 går sträckan Värnamo - Gnosjö - Hestra. Längd 43 km.

## Sträckning
Vägen passerar Värnamo och Gnosjö kommun, helt inom Jönköpings län. 
Vägen passerar tätorterna Värnamo (genom), Hillerstorp (utkanten), Gnosjö (utkanten), Nissafors (utkanten) och Hestra (utkanten).

## Anslutningar och korsningar
|  | Nr       | Namn                      | Skyltning                     |
|  | -------- | ------------------------- | ----------------------------- |
|  | motorväg | Trafikplats Värnamo Södra | Helsingborg Stockholm         |
|  |          | Trafikplats Nöbbele       | Göteborg, Karlskrona          |
|  |          | Värnamo                   |                               |
|  |          | i Värnamo                 | Vetlanda                      |
|  |          | i Värnamo                 | Centrum (Lv 151 svänger)      |
|  |          |                           | Skillingaryd (Lv 151 svänger) |
|  |          |                           | Bredaryd, Skillingaryd        |
|  |          |                           | Halmstad, Jönköping           |

## Historia
Vägen var övrig länsväg till 1985 då den blev primär länsväg med numret 151.